# Шеремет, Игорь Анатольевич
Игорь Анатольевич Шеремет (род. 23 марта 1956 года) — российский учёный, специалист в области информационных технологий, системного анализа, искусственного интеллекта, робототехники, кибербезопасности, вычислительных и телекоммуникационных систем, академик Российской академии наук.

## Биография
В 1972 году закончил с золотой медалью среднюю школу и поступил в Военную академию имени Ф.Э. Дзержинского (сейчас Военная академия Ракетных войск стратегического назначения имени Петра Великого), которую закончил с отличием в 1977 году.
С 2009 по 2012 год — заместитель начальника Генерального штаба Вооружённых Сил Российской Федерации, возглавлял Военно-научный комитет Вооружённых Сил.
С 2012 по 2015 год — член Военно-промышленной комиссии при Правительстве Российской Федерации и коллегии ВПК России, председатель Совета ВПК по АСУ, связи, разведке, радиоэлектронной борьбе и информационному противоборству, курировал радиоэлектронную промышленность России.
С 2015 по 2022 год - заместитель директора по науке Российского фонда фундаментальных исследований, курировал междисциплинарные исследования, проводившиеся на гранты РФФИ в интересах федеральных органов власти и крупнейших корпораций Российской Федерации («Ростех», «Росатом», «Роскосмос», «Российские железные дороги» и др.), а также региональную и международную деятельность РФФИ.
Генерал-майор (с 2012 года в запасе), действительный государственный советник Российской Федерации 3 класса (c 2014 года).
Доктор технических наук (1994 год), профессор (1998 год).
В 2016 году избран членом-корреспондентом РАН по отделению нанотехнологий и информационных технологий, в 2022 - академиком РАН по этому же отделению.
С 2019 года член президиума Высшей аттестационной комиссии при Минобрнауки России.
С 2023 года председатель совета по приоритетному направлению Стратегии научно-технологического развития Российской Федерации "Противодействие техногенным, биогенным, социокультурным угрозам, терроризму и идеологическому экстремизму, а также киберугрозам и иным источникам опасности для общества, экономики и государства".
С 2024 года председатель научного совета РАН по комплексной проблеме "Информационная безопасность" и член президиума научно-технического совета Минцифры России.

## Научная деятельность
Автор и соавтор более 300 научных трудов, в том числе 26 книг и двух патентов. Подготовил пять докторов и 13 кандидатов технических наук.
В первой половине 1980-х годов, в период повсеместного развития различных модификаций реляционной модели данных и ассоциированных с ней моделей представления знаний, предложил принципиально иной подход к формализации и аксиоматизации баз данных и знаний. В основу этого подхода положено представление базы данных (БД) в виде множества символьных строк («фактов»), а базы знаний (БЗ) - в виде специальным образом модифицированной («расширенной») системы Поста (РСП), определяющей логику формирования новых фактов из ранее сформированных и/или имеющихся в БД (Шеремет И.А. Об одном формализме для представления знаний. - Программирование, 1993, №2).
В рамках этого же подхода им были разработаны методы ассоциативной организации больших БЗ и БД для минимизации избыточного перебора в процессе логического вывода ответов на обращения к РСП, методы сжатия фактов для хранения и передачи (Шеремет И.А. Эффективное кодирование формализованных сообщений. - Кибернетика и системный анализ, 1992, №3;
Sheremet I.A. Grammatical Codings. - Hannover: EANS, 2012. P.54. - ISBN 978-3-942944-19-9), а также комплекс методов и архитектурных решений для распараллеливания логического вывода посредством его макроконвейеризации применительно к семейству РСП, обеспечивающих распределённую интеллектуальную обработку интенсивных гетерогенных информационных потоков.
Подход был впервые успешно реализован во второй половине 1980-х годов на мейнфреймах серии ЕС. Ядром его программной реализации была созданная в 1986 г. оригинальная система управления так называемыми страничными базами данных, оперировавшая динамическими гипертекстами и представлявшая собой, по существу, прообраз современных веб-серверов (Шабуров Е.П., Шеремет И.А. Реализация и применение символьно-продукционных интеллектуальных программных сред. - Управляющие системы и машины, 1991, №5). Одновременно был создан прототип веб-клиента для персональных компьютеров (Бушенков В.А., Шеремет И.А. Система управления базами неформализованных данных для персональных ЭВМ. - Труды Всесоюзн. научн. конф. «Проблемы моделирования экономических экспериментов.» - М.: ВНИИПОУ ГКНТ СССР, 1986).
С конца 1990-х годов различные аппаратно-программные реализации потоковых РСП эффективно применяются при создании сетецентричных систем реального времени, оперирующих большими распределёнными БД в крайне изменчивых условиях.
С 2000-х годов разрабатывает теорию рекурсивных мультимножеств и методы её применения для решения задач системного анализа, исследования операций и цифровой экономики. В рамках этого направления им предложен математический инструментарий, сочетающий в себе достоинства классического математического программирования и современной инженерии знаний - семейство мультимножественных грамматик и метаграмматик – и получены фундаментальные результаты, обеспечивающие эффективное применение методов искусственного интеллекта для решения задач программно-целевого планирования и управления в больших социотехнических системах. Наряду с этим разработаны методы анализа и обеспечения устойчивости критических инфраструктур и использующих их социотехнических систем к деструктивным воздействиям (стихийным бедствиям, техногенным катастрофам, террористическим актам, кибератакам, экономическим санкциям). В 2022 году включен в число тридцати двух ведущих прикладных математиков и системных аналитиков мира – соавторов изданной ЮНЕСКО книги «Математика для действия. Научно обоснованная поддержка принятия решений». С 2024 года почётный член (Fellow) Китайской компьютерной федерации (China Computer Federation, CCF) и приглашённый профессор Харбинского политехнического университета (КНР).
Является заместителем председателя Комитета РАН по системному анализу, заместителем председателя научного совета по робототехнике и мехатронике РАН и членом научного совета РАН «Квантовые технологии». В 2014-2020 годах являлся членом Научно-консультативного комитета при Международном институте прикладного системного анализа (IIASA), в 2018-2023 - сопредседателем проблемной группы "Перспективные математические инструменты прикладного системного анализа, основанного на данных" Комитета по данным (CODATA) Международного совета по науке (ISC), в 2020-2022 - председателем совместной рабочей группы CODATA и IIASA «Большие данные и системный анализ».

## Преподавательская деятельность
В течение ряда лет работал профессором на кафедре «Информационная безопасность» МГТУ им. Н.Э. Баумана, возглавлял кафедру «Информационная безопасность» Финансового университета при Правительстве Российской Федерации.

## Список публикаций

### Книги
1. Шеремет И. А. Интеллектуальные программные среды для АСОИ. — М.: Наука, 1994. 544 с. — ISBN 5-02-015094-0.
2. Семашко К. В., Шеремет И. А. Математическое моделирование информационно-психологических отношений в социумах. — М.: Наука, 2007. 156 с. — ISBN 978-5-02-035834-8.
3. Шеремет И.А. Рекурсивные мультимножества и их приложения. — Москва : Наука, 2010. — 291 с. — ISBN 978-5-02-037109-5
4. F.S. Roberts, I.A. Sheremet (eds) Resilience in the Digital Age. Lecture Notes in Computer Science, vol.12660. Springer, 2021. P.199. — ISBN 978-3-030-70369-1. https://doi.org/10.1007/978-3-030-70370-7.
5. Sheremet I.A. Multigrammatical Framework for Knowledge-Based Digital Economy. - Springer, 2022. P. 461. ISBN 3031138570. ISBN 978-303113577. DOI: 10.1007/978-3-030-70370_2. https://link.springer.com/book/10.1007/978-3-031-13858-4

### Избранные статьи
1. Шеремет И. А. Об одном подходе к программно-целевому планированию в сфере государственного оборонного заказа. — Вопросы оборонной техники. Сер. 3. Управление промышленным производством, научными исследованиями и разработками, 2005, №5 (330), с.5—12.
2. Шеремет И. А. Одноуровневая контрактация: постановка проблемы. — Национальная оборона, 2006, №2, с. 94—97.
3. Шеремет И. А. Сетецентричность и роботизация: две стороны облика боевых систем будущего. Боевые робототехнические группировки — новая реальность войн XXI века. — Национальная оборона, 2006, №3, c.10—18.
4. Разроев Э.А., Панин В.А., Шеремет И.А. Беспилотный летательный аппарат. Патент Российской Федерации на полезную модель № 138371, 19 ноября 2013 г.
5. Шеремет И.А. Перспективы воздухоплавательного флота в России. - Воздушно-космическая сфера, 2017, №1 (90).
6. Шеремет И.А. Борьба с инфраструктурами как форма противоборства в условиях глобальной техносферы. — В кн.: Влияние технологических факторов на параметры угроз национальной и международной безопасности, военных конфликтов и стратегической стабильности. Под ред. А.А. Кокошина. — М.: МГУ, 2018. с.47-80.— ISBN 978-5-19-011258-0
7. Шеремет И.А. Мультимножественные грамматики как базовая модель представления знаний для интеллектуальных систем инжиниринга химических реакций. - Доклады Российской академии наук. Серия «Химия, науки о материалах», 2024, т.517, с. 24-32. DOI: 10.31857/S2686953524040031
8. Шеремет И.А., Матвеев С.А. Оценка перспектив развертывания орбитальной группировки спутниковой системы STARLINK.  - Вестник Российской академии наук, 2025, №5, c.26-32.
9. Sheremet I. Multiset Analysis of Consequences of Natural Disasters Impacts on Large-Scale Industrial Systems. — Data Science Journal, Vol.17: 4, pp. 1–17, http://doi.org/10.5334/dsj-2018-004.
10. Gvishiani A.D., Roberts F.S., Sheremet I.A. On the assesment of sustainability of distributed sociotechnical systems to natural disasters. — Russ. J. Earth Sci., 18, ES4004, http://rjes.wdcb.ru/doi/2018ES000627-res.html Архивная копия от 22 января 2022 на Wayback Machine.
11. Sheremet I. Augmented Post Systems: Syntax, Semantics, and Applications. — In: Introduction to Data Science and Machine Learning. Ed. by K.Sud, P.Erdogmus and S.Kadry. — London: IntechOpen, 2020. DOI: 10.5772/intechopen.86207 https://www.intechopen.com/online-first/augmented-post-systems-syntax-semantics-and-applications.
12. Sheremet I. Resource-based games. — In: ICCS-DE 2020. Proc. 2d International Workshop on Information, Computation, and Control Systems for Distributed Environments. Irkutsk, Russia, July 6-7, 2020. Ed. by I.Bychkov, A.Tchernykh, A.Feoktistov. pp. 234–251. DOI: 10.47350/ICCS-DE.2020.22  http://CEUR-WS.org/Vol-2638/paper22.pdf Архивная копия от 16 июня 2021 на Wayback Machine
13. Sheremet I. Multigrammatical Approach to the Assessment of Sustainability of Intelligent Transport Systems. - In: 2020 International Conference on Information Technology and Nanotechnology (ITNT), pp. 1–6, DOI: 10.1109/ITNT49337.2020.9253334. https://ieeexplore.ieee.org/document/9253334 Архивная копия от 10 декабря 2020 на Wayback Machine
14. Sheremet I. Application of the Multigrammatical Framework to the Assessment of Resilience and Recoverability of Large-Scale Industrial Systems. - In: Roberts F.S., Sheremet I.A. (eds) Resilience in the Digital Age. Lecture Notes in Computer Science, vol.12660, Springer, 2021, pp. 16–34. https://doi.org/10.1007/978-3-030-70370-7_2
15. Sheremet I. Multiset-based assessment of vulnerability of energy infrastructures to destructive impacts. - In: Proceedings of the 3rd International Workshop on Information, Computation, and Control Systems for Distributed Environments. CEUR-WS Proceedings. 2021. Vol. 2913. P. 139–163. DOI: 10.47350/ICCS-DE.2021.12. http://ceur-ws.org/Vol-2913/paper12.pdf Архивная копия от 9 августа 2021 на Wayback Machine
16. Sheremet I. “Set-of-Strings” Framework Application to Imperfect Data Fusion. - In: 2021 International Conference on Information Technology and Nanotechnology (ITNT), 2021, pp. 1–10, https://ieeexplore.ieee.org/document/9649387 Архивная копия от 5 января 2022 на Wayback Machine. DOI: 10.1109/ITNT52450.2021.9649387.
17. Kaper H., Roberts F., Sheremet I. Preparing for a Crisis: Improving the Resilience of Digitized Complex Systems. – In: Mathematics for Action. Supporting Science-Based Decision-Making. Ed. By J.-S. Dhersin, H.Kaper, W.Ndifon, F.Roberts, C.Rousseau, G.M.Ziegler. – Paris: UNESCO, 2022. ISBN 978-92-3-100517-6. https://unesdoc.unesco.org/ark:/48223/pf0000380883.locale=en
18. Sheremet I. Multigrammatical modelling of neural networks. — Computer Optics, 2024, no.4, pp. 619–632. DOI: 10.18287/2412-6179-CO-1436.

## Награды
- Орден «За военные заслуги» (Россия)
- Медаль ордена «За заслуги перед Отечеством» I степени (5 февраля 2024 года) — за большой вклад в развитие отечественной науки, многолетнюю плодотворную деятельность и в связи с 300-летием со дня основания Российской академии наук[5]
- Медаль ордена «За заслуги перед Отечеством» II степени
- Государственная премия Российской Федерации имени Маршала Советского Союза Г. К. Жукова (в составе группы, за 2013 год)  за комплекс научных трудов «Разработка концептуальных и оперативно-технических основ специального сдерживания», способствующих укреплению национальной безопасности Российской Федерации[6]
- Премия Правительства Российской Федерации в области науки и техники (в составе группы, за 2018 год) — за разработку и внедрение комплекса средств и технологий обеспечения кибербезопасности автоматизированных банковских систем нового поколения.